# Tolga Karel
Tolga Karel (* 12. Oktober 1978 in Istanbul als Tolga Önce) ist ein ehemaliger türkischer Schauspieler, Sänger und Songwriter.

## Leben
Karel begann seine Universitätsausbildung am Institut für französische Politikwissenschaft und internationale Beziehungen der Yeditepe Üniversitesi in Istanbul. Er blieb für zwei Jahre in dieser Abteilung, brach dann aber dieses Studium ab und beschloss, am Konservatorium zu studieren.
Im August 2011 heiratete Karel das aserbaidschanische Model Günay Musayeva. Vier Jahre später trennte sich das Paar jedoch. Seit 2016 ist er mit der Amerikanerin Sarah Scott liiert.

## Karriere
1999 begann Karel seine Schauspielkarriere. Noch im selben Jahr hatte er einen Auftritt in dem türkischen Film Gece Şahinleri, wo er die Rolle des Cenk verkörperte. Größere Bekanntheit erlangte er im Jahr 2006, als er die Hauptrolle des Oğuz Ayhan in der türkischen Dramaserie Yaprak Dökümü bekam.
Im Jahr 2014 nahm er an der türkischen Realityshow Survivor Türkiye teil, die auf Star TV ausgestrahlt wurde.
2016 beendete Karel seine Schauspielkarriere und arbeitet stattdessen als LKW-Fahrer in den USA.

## Diskografie

### Alben
- 2003: Göçebe
- 2005: Dale Don Dale (Wiederveröffentlichung von Göçebe)

### Singles (Auswahl)
- 2003: Göçebe
- 2003: Asparagas
- 2005: Dale Don Dale (Original: Don Omar – Dale Don Dale)

### Songwriting (Auswahl)
- 2006: Yeşillenirim (von Ebru Yaşar)
- 2008: Kukla (von Asuman Krause)

## Filmografie

### Filme
- 2006: Kabuslar Evi: Karanlıktan Gelen
- 2015:	Kod Adı K.O.Z.
- 2016: Kalbimdeki Yabancı

### Serien
- 2000: Evdeki Yabancı
- 2005: Ödünç Hayat
- 2006–2010: Yaprak Dökümü
- 2012: Kanıt
- 2012: Bir Zamanlar Osmanlı
- 2022: Sıfırıncı Gün